# Manggemaci
Manggemaci is een bestuurslaag in het regentschap Bima van de provincie West-Nusa Tenggara, Indonesië. Manggemaci telt 3502 inwoners (volkstelling 2010).